# 保安街道
保安街道，是中华人民共和国辽宁省锦州市古塔区下辖的一个乡镇级行政单位。

## 行政区划
保安街道下辖以下地区：
平安社区、新安社区、保安社区、定乐社区、西长社区和西安社区。